# Three Festivals Tall Ship's Regatta 2018
La Three Festivals Tall Ship's Regatta 2018 est course au large, constituée de deux courses de grands voiliers organisée en 2018, :
- la course 1 entre Liverpool et Dublin,
- la course 2 entre Dublin et Bordeaux.

## La course
La Tall Ships Regatta 2018 est partie de Liverpool le 28 mai pour faire escale à Dublin entre le 1er et le 4 juin avant d'arriver à Bordeaux entre le 12 au 13 juin. Le classement compensé pour l’étape Dublin-Bordeaux est : Atyla, Arawak, La Belle Poule, Morgenster, De Gallant et Belem.
Résultats de l'épreuve de la course 1, et de la course 2, : 
| Three Festivals Tall Ships Regatta 2018 - Race 1 : Liverpool - Dublin |                   |             |                 |              |
| Nombre de navires                                                     | Cat. A            | Cat. B      | Cat. C          | Cat. D       |
| 1er                                                                   | Morgenster        | Maybe       | Sir Stelios     | Non attribué |
| 2e                                                                    | Pelican of London | Belle Poule | City of London  | Non attribué |
| 3e                                                                    | Belem             | Atyla       | Adventure Wales | Non attribué |
| Nb Navires                                                            | 4                 | 4           | 4               | 0            |

| Three Festivals Tall Ships Regatta 2018 - Race 2 : Dublin - Bordeaux |              |             |              |              |
| Nombre de navires                                                    | Cat. A       | Cat. B      | Cat. C       | Cat. D       |
| 1er                                                                  | Morgenster   | Atyla       | Non attribué | Non attribué |
| 2e                                                                   | Belem        | Arawak      | Non attribué | Non attribué |
| 3e                                                                   | Non attribué | Belle Poule | Non attribué | Non attribué |
| Nb Navires                                                           | 2            | 4           | 0            | 0            |

## Bateaux présents durant Bordeaux fête du vin
Ce classement des bateaux est fait selon la STI (Sail Training International). Certains voiliers étaient visitables.

### Classe A
Voiliers à phares carrés complet ou voilier de plus de 40 mètres de longueur de coque.
- Belem : trois-mâts barque - 58 m - (1896)  Classé MH (1984) (1896)  France (visitable)
- El Galéon : (réplique d'un galion espagnol du XVIe siècle) - 51 m (2010)  Espagne (visitable)
- Etoile du Roy : trois-mâts carré- 46 m - (1997)  France (visitable)
- L'Hermione : Frégate de 12 (réplique) - 66 m - (2014)  France
- Kaskelot : trois-mâts barque - 46,5 m - (1948)  Danemark (visitable)
- Krusenstern : quatre-mâts barque - 114,5 m - (1926)  Russie (visitable)
- Morgenster : brick - 48 m - (1919)  Pays-Bas (visitable)
- Tarangini : trois-mâts barque - 53 m - (1998)  Inde (visitable)

### Classe B
Voiliers à gréement traditionnel, moins de 40 mètres de longueur de coque et plus de 9,14 mètres de longueur de flottaison.
- Arawak : ancien cotre-thonier - 28 m - (1954)  France (visitable)
- Argo II : ...
- Atyla : goélette à hunier - 31 m - (1984)  Espagne(visitable)
- Belle Poule : goélette à huniers - 37,5 m - (1932)  France (visitable)
- Biche : thonier-dundee - 21 m - (1934)  France (visitable)
- De Gallant : goélette - 37 m - (1916)  Pays-Bas (visitable)
- Étoile Molène : dundee-thonier - 35 m - (1954)   France (visitable)
- Nébuleuse : dundee-thonier - 32 m - (1949)  France (visitable)
- Le Renard : réplique de côtre à hunier - 30 m - (1991)  France (visitable)
- Mehala [8]: cotre aurique - 10 m - (1888)
- Minahouet II : cotre - 21 m - (1954)  Classé MH (2010)  France
- Old Poppa [9]: cotre aurique - 14 m - (1967)  France
- Sinbad : cotre bermudien - 11,8 m - (1950)  Classé MH (1999)  France (visitable)
- Vera Cruz[10] : réplique de caravelle - 24 m (2000)  Brésil (visitable)

### Classe C
Voiliers à gréement moderne sans spinnaker, idem Classe B.
- Hosanna [11]: sloop - 14 m - (1990)  France

### Classe D
Voiliers à gréement moderne avec spinnaker, idem Classe B.
- Pen Duick II : Ketch - 13,60 m - (1964)  France
- Pen Duick VI : ketch marconi - 22,25 m - (1973)  France (visitable)

|          |
| VeraCruz |

|       |
| Maybe |

|               |
| Étoile Molène |